# Đội tuyển Davis Cup Congo
Đội tuyển Davis Cup Congo đại diện Cộng hòa Congo ở giải đấu quần vợt Davis Cup và được quản lý bởi Liên đoàn quần vợt Congo. Đội chưa thi đấu kể từ năm 2014.

## Lịch sử
Congo lần đầu tiên tham gia Davis Cup vào năm 1991. Họ chỉ mới thắng 1 trận duy nhất trong 35 trận cho đến hiện tại, đó là trận đấu đánh bại Ethiopia để về đích thứ 4 ở Nhóm III năm 1995. Đội không tham gia từ năm 1998 đến năm 2009, nhưng đã trở lại giải đấu năm 2010.

## Đội hình hiện tại (2014)
- Pagnol Madzou (nghiệp dư)
- Habib-Gildas Lhebath (nghiệp dư)
- Armel Mokobo (nghiệp dư)